# Llibre blanc de la gestió de la natura als Països Catalans
El Llibre blanc de la gestió de la natura als Països Catalans (1973-75), publicat el 1976 també amb el títol Natura, ús o abús?, va aplegar les aportacions de més de vuitanta científics d'arreu dels Països Catalans i també de fora.
Aquesta obra es considera la primera diagnosi ambiental de Catalunya i ha estat utilitzada com a base per a la redacció del Pla d'Espais d'Interès Natural. L'equip de coordinació de l'obra, l'integraven Ramon Folch i Josep Peñuelas, ambdós membres de la Secció de Ciències Biològiques de l'IEC, i David Serrat, membre de la Secció de Ciències i Tecnologia de l'IEC.
El llibre és una obra referent en el món de la gestió i la conservació del patrimoni natural per a la comunitat científica. El 2019, l'Institut d'Estudis Catalans va presentar el web Natura, ús o abús?, que era una nova edició del Llibre Blanc en versió digital.